# Dauphin (Alpes-de-Haute-Provence)
Pour les articles homonymes, voir Dauphin (homonymie).
Dauphin est une commune française, située dans le département des Alpes-de-Haute-Provence en région Provence-Alpes-Côte d'Azur.
Ses habitants sont appelés les Dauphinois et les Dauphinoises.
Dauphin a reçu le label « village et cité de caractère ».

## Géographie

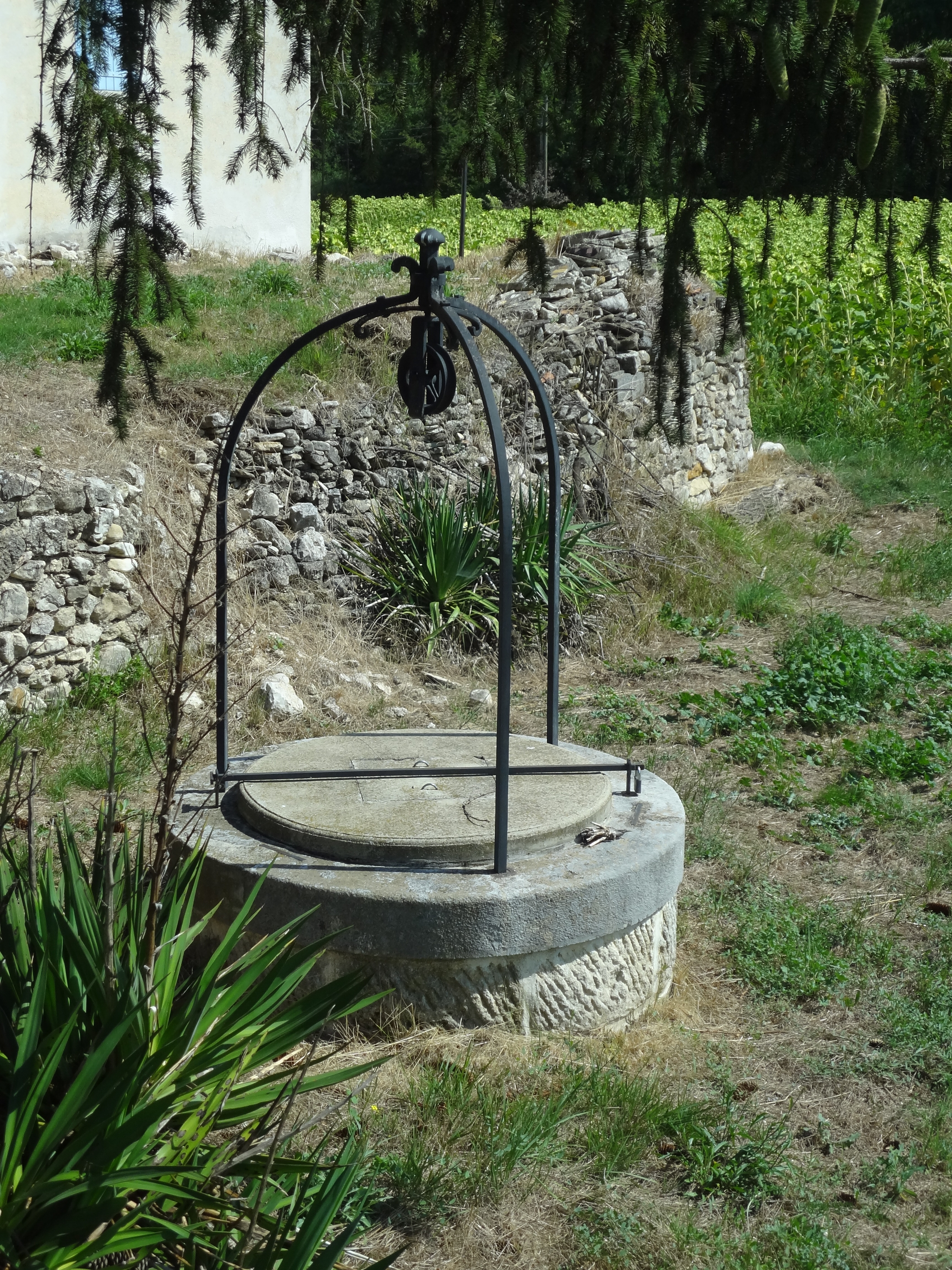
Puits situé à proximité d’une maison de garde-barrière de la ligne Avignon-Volx.

Le village est situé sur un site perché à 445 m d’altitude. La commune est traversée par deux cours d'eau : le Largue et la Laye.

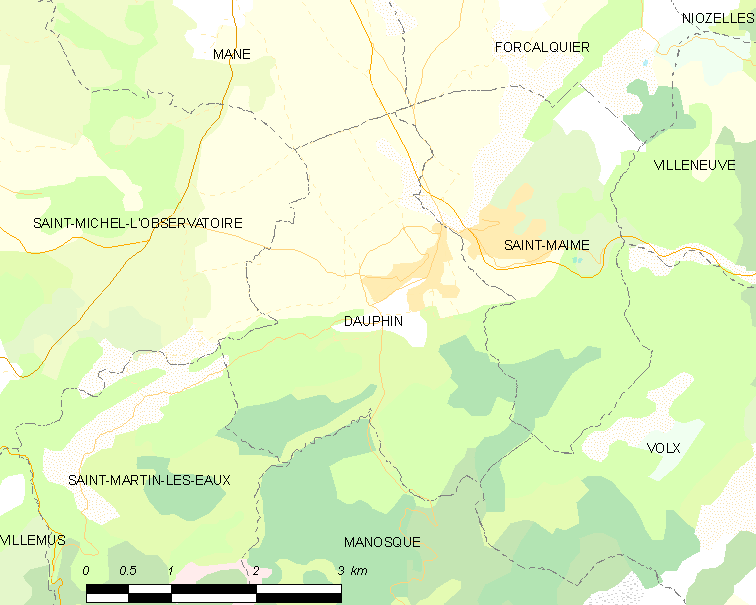
Dauphin et les communes voisines (Cliquez sur la carte pour accéder à une grande carte avec la légende).

Les communes limitrophes de Dauphin sont Mane, Saint-Maime, Volx, Manosque, Saint-Martin-les-Eaux, Saint-Michel-l'Observatoire.

### Géologie
Le sol de la commune contient du lignite, du gypse, du sel, de la potasse.

### Hydrographie
La commune de Dauphin est traversée par le Largue, ainsi que par ses affluents :
- la Laye [4], rivière de 24,3 km ;
- la Rimourelle[5], ruisseau de 7,8 km ;
- le Ravin de l'Ausselet[6], rivière de 6,3 km.

### Environnement
La commune compte 400 ha de bois et forêts, soit plus de 41 % de sa superficie.

### Voies de communication et transports

#### Voies routières
Le pont Rouge, sur le Largue, date de 2013. Il remplace un pont construit à la fin du XIXe siècle. Il gagne un mètre en largeur (de 3,8 à 4,9 m), et des trottoirs.

#### Services autocars

##### Lignes régionales, réseauZou!

Logo du réseau Zou !

Dauphin est desservie par : 
- 1 ligne EXPRESS :

| Ligne | Tracé                                        |
| ----- | -------------------------------------------- |
| 65    | Marseille ↔ Manosque ↔ Dauphin ↔ Forcalquier |

- 2 lignes de PROXIMITÉ :

| Ligne | Tracé                                                    |
| ----- | -------------------------------------------------------- |
| 470   | Banon ↔ Saint-Michel-l'Observatoire ↔ Dauphin ↔ Manosque |
| 480   | Forcalquier ↔ Dauphin ↔ Manosque                         |

### Risques naturels et technologiques

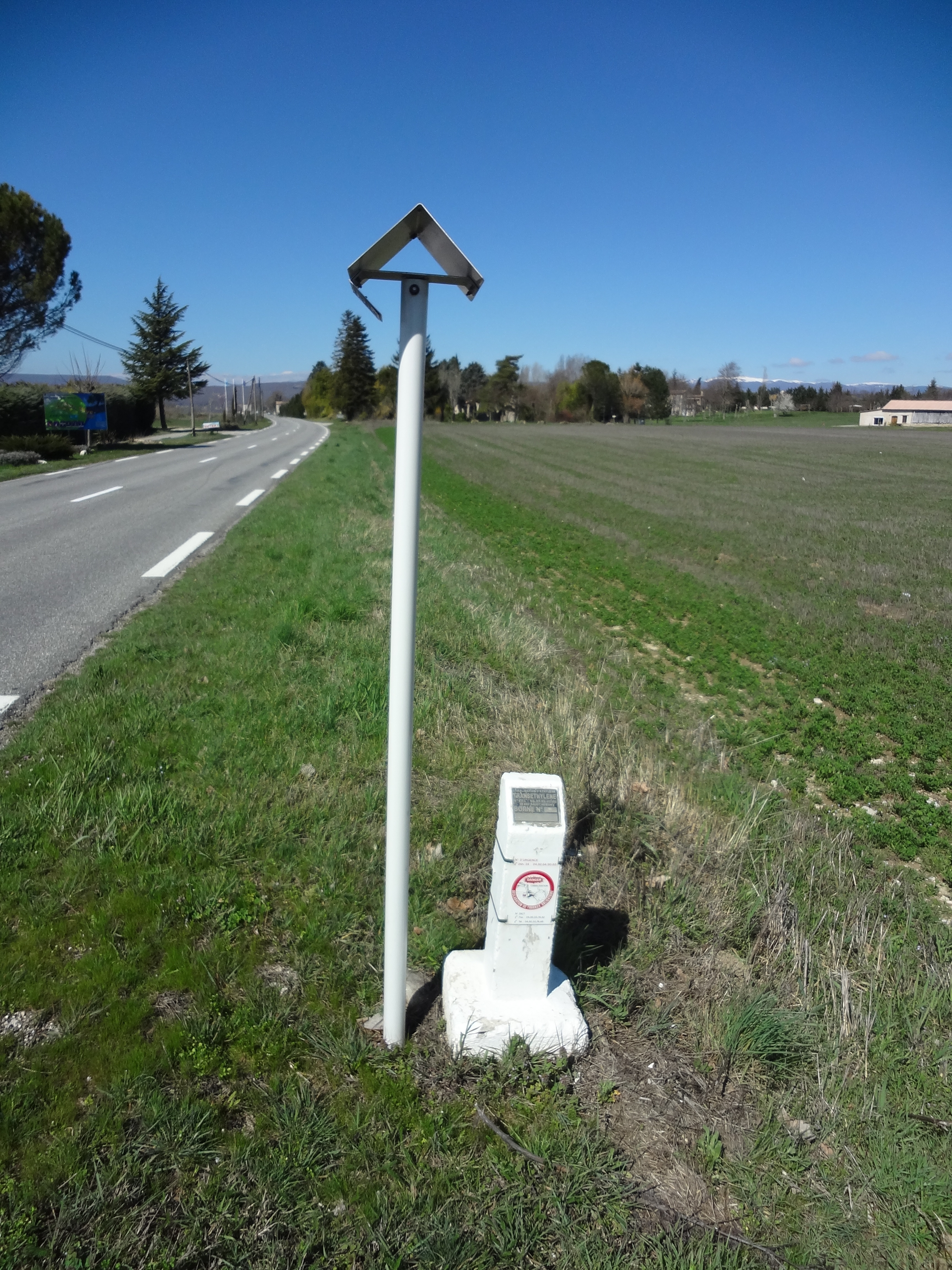
La conduite Transéthylène à proximité du camping Les Eaux-Vives.

Aucune des 200 communes du département n'est en zone de risque sismique nul. Le canton de Forcalquier auquel appartient Dauphin est en zone 1b (sismicité faible) selon la classification déterministe de 1991, basée sur les séismes historiquess, et en zone 4 (risque moyen) selon la classification probabiliste EC8 de 2011. La commune de Dauphin est également exposée à trois autres risques naturels :
- feu de forêt ;
- inondation (dans les vallées du Largue et de la Laye) ;
- mouvement de terrain : la commune est presque entièrement concernée par un aléa moyen à fort[12].

La commune de Dauphin est également exposée à plusieurs risques d’origine technologique :
- celui de transport de matières dangereuses, par route et canalisations[13] :
  - la départementale RD 13 peut être empruntée par les transports routiers de marchandises dangereuses[14] ;
  - deux canalisations de transport de produits dangereux traversent la commune[15],[16] :
    - Transéthylène (pour le transport d’éthylène vers l’usine Arkema de Château-Arnoux-Saint-Auban) ;
    - une autre canalisation est destinée aux hydrocarbures et à la saumure, vers les installations Géosel-Géométhane ;
- le risque de rupture de barrage : en cas de rupture du barrage de la Laye, Dauphin est menacé par l’onde de submersion[17].

Aucun plan de prévention des risques naturels prévisibles (PPR) n’existe pour la commune et le Dicrim n’existe pas non plus. La commune est par contre incluse dans le plan particulier d'intervention des installations Géosel-Géométhane, qui stockent du gaz et des produits pétroliers et qui font courir un risque d’explosion et incendie.
La commune a été l’objet de plusieurs arrêtés de catastrophe naturelle pour des inondations et des coulées de boue en 1990, 1994 et 2011. Des tremblements de terre se sont déjà fait ressentir à Dauphin, mais très faiblement. En 2010, une fuite de naphta hautement explosif des installations de Géosel a provoqué l'évacuation des habitants des hameaux de Beauregard et de Moutiès (voir article Géosel).

## Toponymie
La localité apparaît pour la première fois dans les textes en 1125 (castrum de Delfino).
Selon Ernest Nègre, le nom dérive d’un nom propre romain, Delphinus.
Daufin en occitan.

## Histoire
Une hache votive de pierre polie de l’âge du bronze a été retrouvée sur la commune.
Dans l’Antiquité, le territoire de Dauphin fait partie de celui des Sogiontiques (Sogiontii), dont le territoire s’étend du sud des Baronnies à la Durance. Les Sogiontiques sont fédérés aux Voconces, et après la conquête romaine, ils sont rattachés avec eux à la province romaine de Narbonnaise. Au IIe siècle, ils sont détachés des Voconces et forment une civitas distincte, avec pour capitale Segustero (Sisteron). La voie domitienne passait sur le territoire de Dauphin (son tracé, emprunté par un chemin, constitue encore aujourd’hui la limite nord de la commune), et l'on trouvait un carrefour important aux Encontres. Une nécropole a été mise au jour à Sainte-Claire ; 1 500 tombes gallo-romaines ont été fouillées.
Alors que le sud-est de la Gaule était une terre burgonde, le roi des Ostrogoths Théodoric le Grand fait la conquête de la région entre la Durance, le Rhône et l’Isère en 510. La commune dépend donc brièvement à nouveau de l’Italie, jusqu’en 526. En effet, pour se réconcilier avec le roi burgonde Gondemar III, la régente ostrogothe Amalasonthe lui rend ce territoire.
La localité apparaît dans les chartes au début du XIIe siècle, mais le château existait, sous forme d’une motte castrale, dès le siècle précédent, à la montée de la Moutte. Le fief de Dauphin relevait du comté de Forcalquier au XIIe siècle. Lorsque ce comté perd son indépendance en 1209, à la mort de Guillaume II, un de ses neveux, Guillaume de Sabran tente de le relever. Après une lutte de dix ans, il passe un accord à Meyrargues le 29 juin 1220 avec Raimond Bérenger IV, comte de Provence et lui aussi héritier du comté de Forcalquier. Par cet accord, la moitié sud du comté, dont Dauphin, lui est donnée. Guillaume de Sabran conserve sa moitié de comté jusqu'à sa mort, vers 1250.
Au XIVe siècle, les habitations se regroupent sur une colline qui est fortifiée.
Elzéar de Sabran, viguier d'Arles (1374-75), fut seigneur de Dauphin et d'Oppedette.
La proximité de l’axe routier suivant la vallée de la Durance permet l’existence d’une foire au XVIIIe.

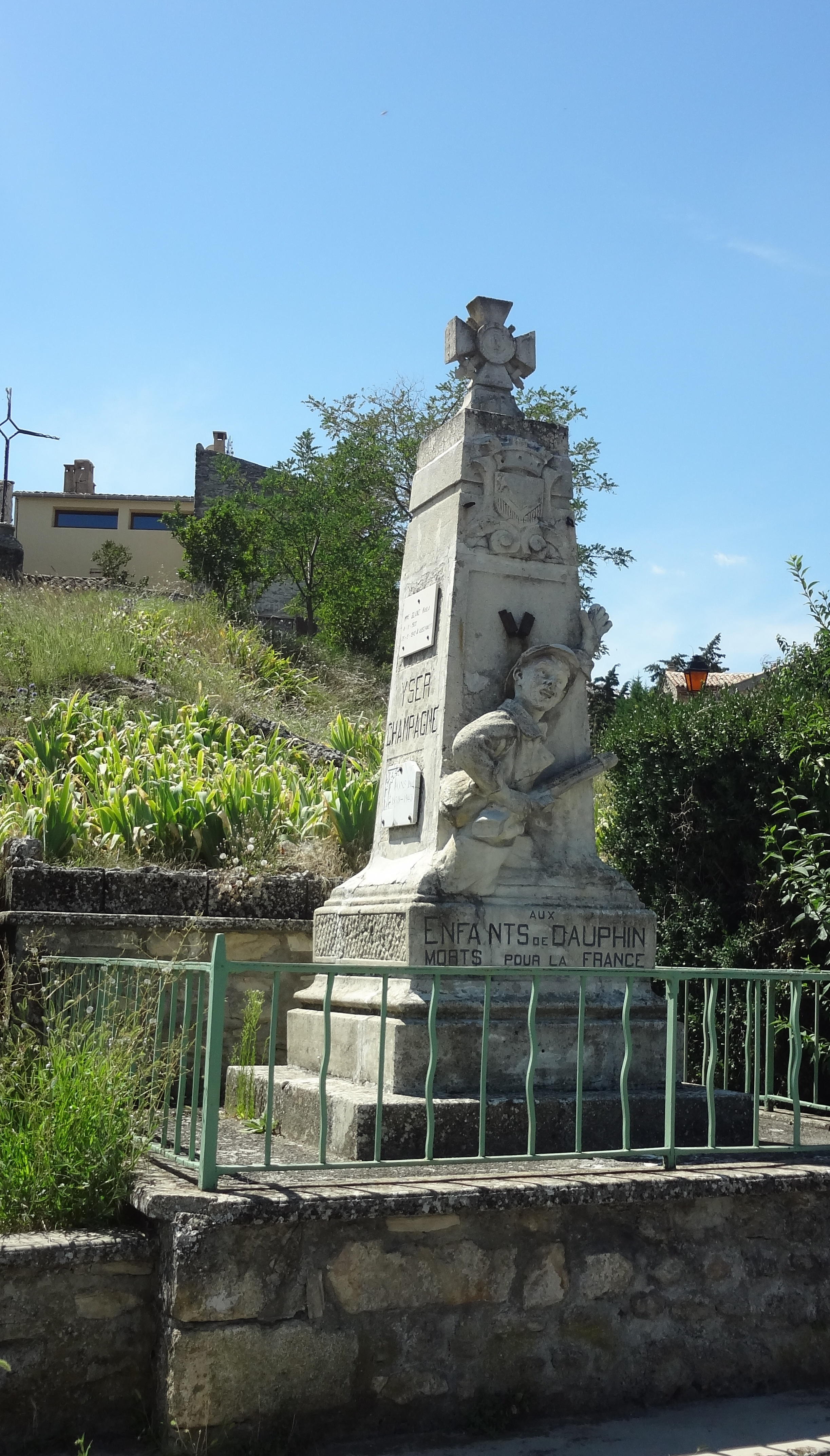
Monument aux morts de la Première Guerre mondiale, dont le poilu a des caractéristiques enfantines.

Durant la Révolution, la commune compte une société patriotique, créée après la fin de 1792. Pour suivre le décret de la Convention du 25 vendémiaire an II invitant les communes ayant des noms pouvant rappeler les souvenirs de la royauté, de la féodalité ou des superstitions, à les remplacer par d'autres dénominations, la commune change de nom pour Mont-Libre, ou Mont-Roc, selon les sources,.
Le coup d'État du 2 décembre 1851 commis par Louis-Napoléon Bonaparte contre la Deuxième République provoque un soulèvement armé dans les Basses-Alpes, en défense de la Constitution. Après l’échec de l’insurrection, une sévère répression poursuit ceux qui se sont levés pour défendre la République : 29 habitants de Dauphin sont traduits devant la commission mixte, la majorité étant condamnés à la déportation en Algérie.
Comme de nombreuses communes du département, Dauphin se dote d’une école bien avant les lois Ferry : en 1863, elle en possède déjà une qui dispense une instruction primaire aux garçons, au chef-lieu. La même instruction n’est donnée aux filles, bien que la loi Falloux (1851) n’impose l’ouverture d’une école de filles qu’aux communes de plus de 800 habitants.
À la fin du XIXe siècle et au début du XXe siècle, Dauphin se modernise : une place est aménagée en belvédère, un lavoir collectif est construit (1905) ; de vieux monuments sont détruits pour faire de la place, comme l'église Notre-Dame, au cimetière, en 1895.
Jusqu’au milieu du XXe siècle, la vigne était cultivée à Dauphin. Un vignoble de 69 hectares produisait un vin destiné au marché de Forcalquier et à la vente sur les marchés locaux. Cette culture est aujourd’hui abandonnée.

## Héraldique
|  | Blasonnement : De gueules à un éléphant d'argent, coupé d'or à un pairle de gueules. |

## Politique et administration

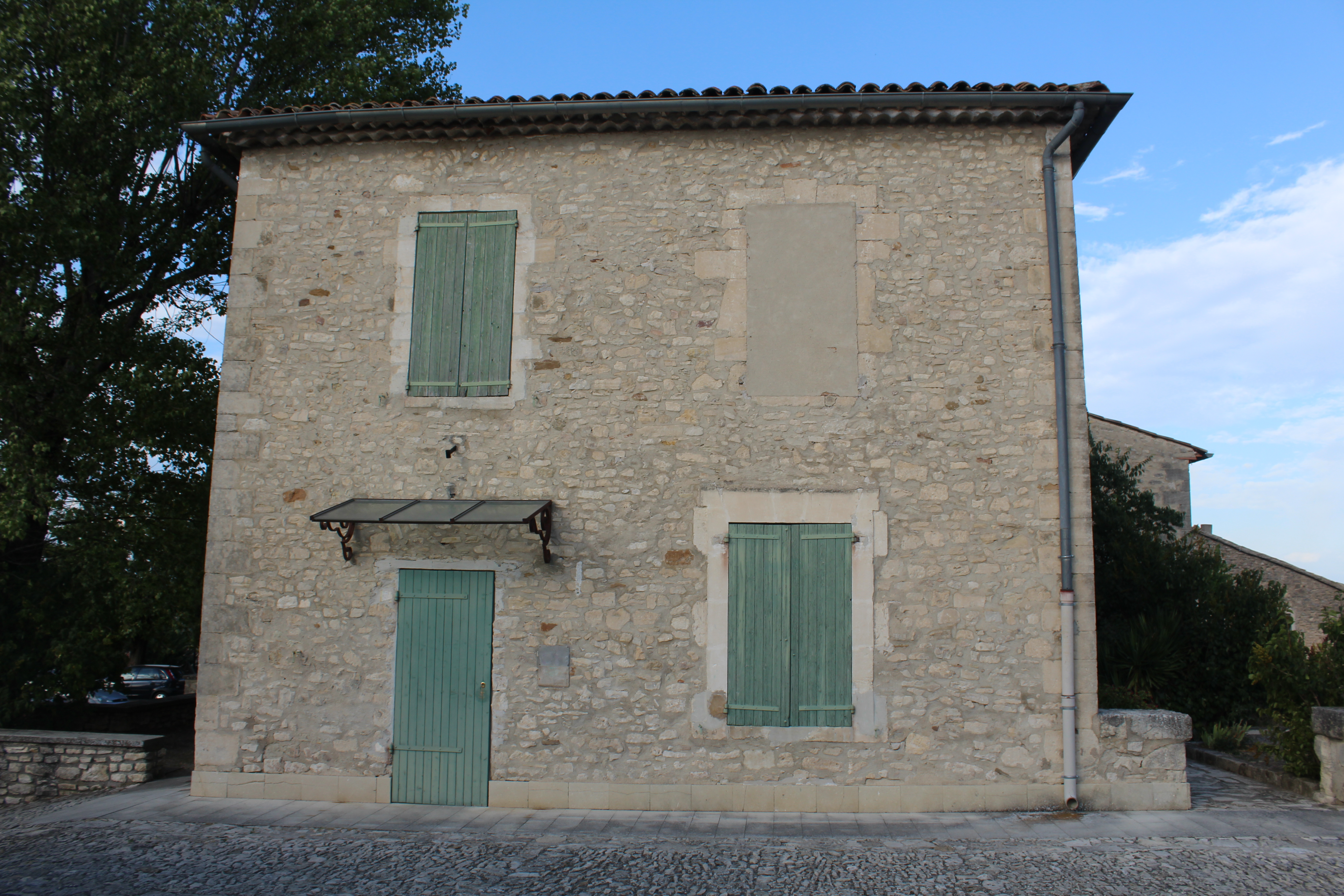
Mairie.

### Municipalité
| Période                                  | Période                       | Identité              | Étiquette | Qualité |
| ---------------------------------------- | ----------------------------- | --------------------- | --------- | ------- |
| mai 1945                                 |                               | Melchior Crest        |           |         |
|                                          |                               |                       |           |         |
| 1959                                     | 1992                          | Jean-Marie Léouffre   |           |         |
|                                          | mars 2001                     | Claude-Emile Busching |           |         |
| mars 2001                                | En cours (au 21 octobre 2014) | Michèle Bertin,       | UMP-LR    |         |
| Les données manquantes sont à compléter. |                               |                       |           |         |

### Intercommunalité
Dauphin fait partie :
- de 1992 à 2017, de la Communauté de communes de Haute-Provence ;
- depuis le 1er janvier 2017, de la communauté de communes Haute-Provence Pays de Banon.

### Climat
Pour des articles plus généraux, voir Climat de Provence-Alpes-Côte d'Azur et Climat des Alpes-de-Haute-Provence.
En 2010, le climat de la commune est de type climat méditerranéen altéré, selon une étude du Centre national de la recherche scientifique s'appuyant sur une série de données couvrant la période 1971-2000. En 2020, Météo-France publie une typologie des climats de la France métropolitaine dans laquelle la commune est exposée à un climat de montagne ou de marges de montagne et est dans la région climatique Provence, Languedoc-Roussillon, caractérisée par une pluviométrie faible en été, un très bon ensoleillement (2 600 h/an), un été chaud (21,5 °C), un air très sec en été, sec en toutes saisons, des vents forts (fréquence de 40 à 50 % de vents > 5 m/s) et peu de brouillards.
Pour la période 1971-2000, la température annuelle moyenne est de 12,4 °C, avec une amplitude thermique annuelle de 17,3 °C. Le cumul annuel moyen de précipitations est de 787 mm, avec 6,1 jours de précipitations en janvier et 3,1 jours en juillet. Pour la période 1991-2020, la température moyenne annuelle observée sur la station météorologique installée sur la commune est de 12,6 °C et le cumul annuel moyen de précipitations est de 693,2 mm. 
La température maximale relevée sur cette station est de 42,1 °C, atteinte le 28 juin 2019 ; la température minimale est de −16,4 °C, atteinte le 7 février 2012,,.
| Mois                                  | jan.           | fév.           | mars           | avril         | mai           | juin          | jui.          | août         | sep.          | oct.          | nov.           | déc.           | année      |
| ------------------------------------- | -------------- | -------------- | -------------- | ------------- | ------------- | ------------- | ------------- | ------------ | ------------- | ------------- | -------------- | -------------- | ---------- |
| Température minimale moyenne (°C)     | −1,5           | −1,6           | 1              | 4,3           | 7,5           | 11,4          | 13,3          | 12,8         | 9,7           | 6,6           | 2,4            | −1             | 5,4        |
| Température moyenne (°C)              | 4,3            | 4,9            | 8              | 11,5          | 15            | 19,5          | 22,1          | 21,6         | 17,8          | 13,5          | 8,4            | 4,8            | 12,6       |
| Température maximale moyenne (°C)     | 10,2           | 11,5           | 15,1           | 18,7          | 22,5          | 27,6          | 30,9          | 30,4         | 25,8          | 20,3          | 14,4           | 10,6           | 19,8       |
| Record de froid (°C) date du record   | −12,4 30.01.05 | −16,4 07.02.12 | −12,6 02.03.05 | −6,1 08.04.21 | −1,3 06.05.19 | 1,3 03.06.06  | 6,6 31.07.15  | 3,9 31.08.10 | −1,4 27.09.20 | −5,9 22.10.07 | −10,3 17.11.07 | −13,3 18.12.10 | −16,4 2012 |
| Record de chaleur (°C) date du record | 23,9 28.01.08  | 23,9 28.02.19  | 25,1 17.03.14  | 28,3 09.04.11 | 33,4 23.05.07 | 42,1 28.06.19 | 37,8 17.07.05 | 40 23.08.23  | 34,3 04.09.16 | 30,7 08.10.23 | 23,5 14.11.23  | 21,4 31.12.21  | 42,1 2019  |
| Précipitations (mm)                   | 50,5           | 43,2           | 51             | 62,7          | 54,6          | 44,4          | 26            | 33,6         | 47,8          | 97,6          | 101,6          | 80,2           | 693,2      |

| Diagramme climatique                                  |              |         |             |             |              |            |              |             |             |              |            |
| J                                                     | F            | M       | A           | M           | J            | J          | A            | S           | O           | N            | D          |
| 10,2−1,550,5                                          | 11,5−1,643,2 | 15,1151 | 18,74,362,7 | 22,57,554,6 | 27,611,444,4 | 30,913,326 | 30,412,833,6 | 25,89,747,8 | 20,36,697,6 | 14,42,4101,6 | 10,6−180,2 |
| Moyennes : • Temp. maxi et mini °C • Précipitation mm |              |         |             |             |              |            |              |             |             |              |            |

Les paramètres climatiques de la commune ont été estimés pour le milieu du siècle (2041-2070) selon différents scénarios d'émission de gaz à effet de serre à partir des nouvelles projections climatiques de référence DRIAS-2020. Ils sont consultables sur un site dédié publié par Météo-France en novembre 2022.

## Urbanisme

### Typologie
Au 1er janvier 2024, Dauphin est catégorisée bourg rural, selon la nouvelle grille communale de densité à 7 niveaux définie par l'Insee en 2022.
Elle est située hors unité urbaine. Par ailleurs la commune fait partie de l'aire d'attraction de Manosque, dont elle est une commune de la couronne,. Cette aire, qui regroupe 30 communes, est catégorisée dans les aires de 50 000 à moins de 200 000 habitants,.

### Occupation des sols
L'occupation des sols de la commune, telle qu'elle ressort de la base de données européenne d’occupation biophysique des sols Corine Land Cover (CLC), est marquée par l'importance des forêts et milieux semi-naturels (53,4 % en 2018), une proportion sensiblement équivalente à celle de 1990 (53,1 %). La répartition détaillée en 2018 est la suivante : 
forêts (40,6 %), terres arables (35,4 %), milieux à végétation arbustive et/ou herbacée (12,8 %), zones agricoles hétérogènes (5,8 %), zones urbanisées (5,5 %).
L'évolution de l’occupation des sols de la commune et de ses infrastructures peut être observée sur les différentes représentations cartographiques du territoire : la carte de Cassini (XVIIIe siècle), la carte d'état-major (1820-1866) et les cartes ou photos aériennes de l'IGN pour la période actuelle (1950 à aujourd'hui).

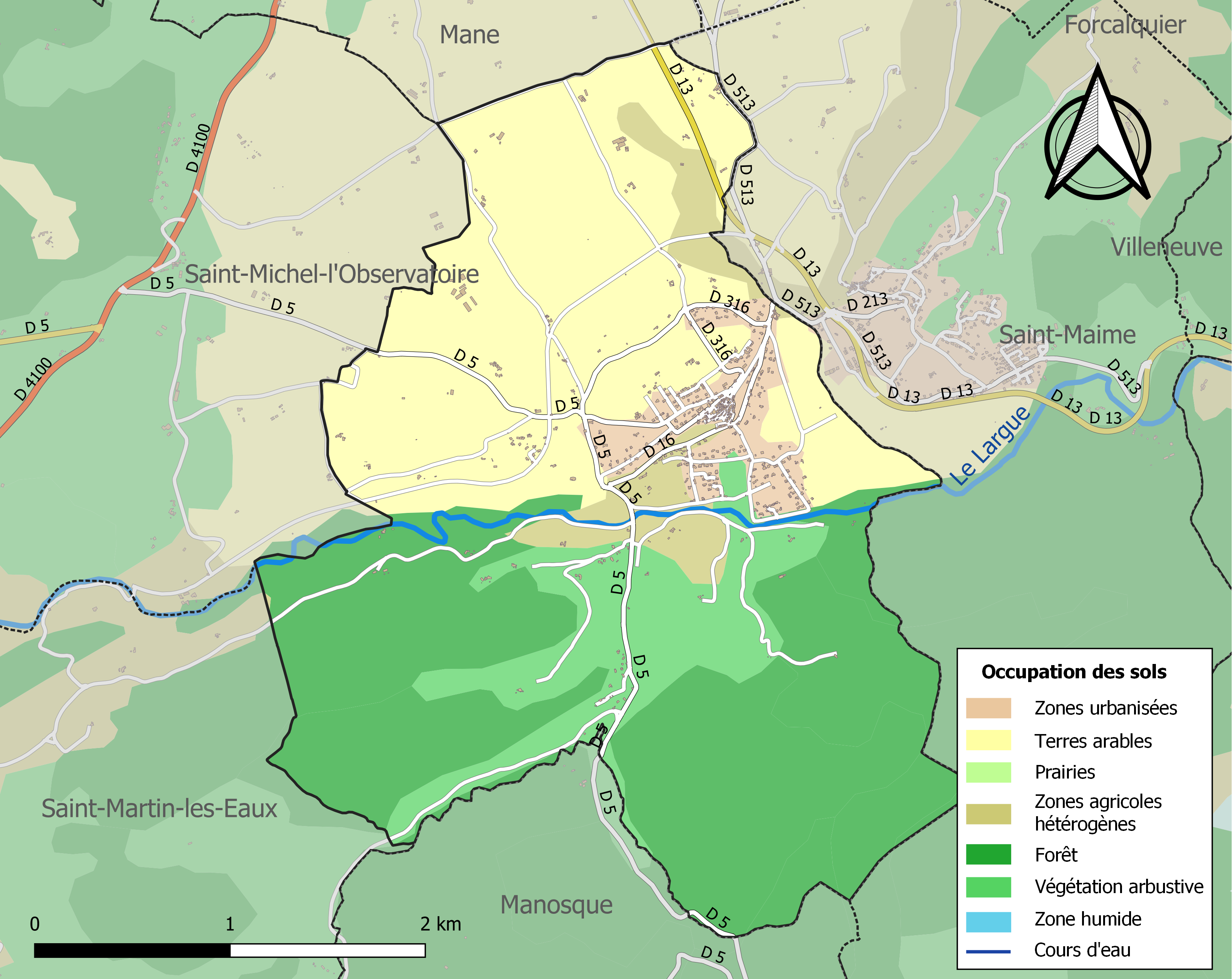
Carte de l'occupation des sols de la commune en 2018 (CLC).

### Budget et fiscalité
| Taxe                                        | Part communale | Part intercommunale | Part départementale | Part régionale |
| ------------------------------------------- | -------------- | ------------------- | ------------------- | -------------- |
| Taxe d'habitation                           | 5,58 %         | 30,30 %             | 5,53 %              | 0,00 %         |
| Taxe foncière sur les propriétés bâties     | 18,48 %        | 8,94 %              | 10,80 %             | 2,36 %         |
| Taxe foncière sur les propriétés non bâties | 66,98 %        | 31,69 %             | 47,16 %             | 8,85 %         |
| Taxe professionnelle                        | 8,42 %         | 6,37 %              | 47,16 %             | 8,85 %         |

## Démographie
L'évolution du nombre d'habitants est connue à travers les recensements de la population effectués dans la commune depuis 1765. Pour les communes de moins de 10 000 habitants, une enquête de recensement portant sur toute la population est réalisée tous les cinq ans, les populations de référence des années intermédiaires étant quant à elles estimées par interpolation ou extrapolation. Pour la commune, le premier recensement exhaustif entrant dans le cadre du nouveau dispositif a été réalisé en 2005.

En 2022, la commune comptait 837 habitants, en évolution de +1,58 % par rapport à 2016 (Alpes-de-Haute-Provence : +2,84 %, France hors Mayotte : +2,11 %).
| 1765 | 1793 | 1800 | 1806 | 1821 | 1831 | 1836 | 1841 | 1846 |
| ---- | ---- | ---- | ---- | ---- | ---- | ---- | ---- | ---- |
| 455  | 544  | 546  | 541  | 601  | 628  | 656  | 652  | 673  |

| 1851 | 1856 | 1861 | 1866 | 1872 | 1876 | 1881 | 1886 | 1891 |
| ---- | ---- | ---- | ---- | ---- | ---- | ---- | ---- | ---- |
| 650  | 682  | 675  | 653  | 584  | 617  | 550  | 590  | 577  |

| 1896 | 1901 | 1906 | 1911 | 1921 | 1926 | 1931 | 1936 | 1946 |
| ---- | ---- | ---- | ---- | ---- | ---- | ---- | ---- | ---- |
| 546  | 596  | 549  | 550  | 505  | 489  | 508  | 410  | 434  |

| 1954 | 1962 | 1968 | 1975 | 1982 | 1990 | 1999 | 2005 | 2006 |
| ---- | ---- | ---- | ---- | ---- | ---- | ---- | ---- | ---- |
| 335  | 280  | 357  | 328  | 469  | 684  | 796  | 794  | 786  |

| 2010 | 2015 | 2020 | 2022 | - | - | - | - | - |
| ---- | ---- | ---- | ---- | - | - | - | - | - |
| 796  | 823  | 839  | 837  | - | - | - | - | - |

| 1471    |
| ------- |
| 16 feux |

L’histoire démographique de Dauphin, après la saignée des XIVe et XVe siècles et le long mouvement de croissance jusqu’au début du XIXe siècle, est marquée par une période d’« étale » où la population reste relativement stable à un niveau élevé. Cette période est s’étend jusqu’en 1866, ce qui est important pour le département. L’exode rural provoque ensuite un mouvement de recul démographique de longue durée, et plus lent à Dauphin que dans les communes de montagne, puisque la commune met un siècle à perdre la moitié de sa population du maximum historique de 1856. La croissance démographique reprend dès les années 1960, et aujourd'hui, la population, stable autour de 800 habitants, a dépassé son plus haut niveau historique.

## Économie

### Aperçu général
En 2009, la population active s’élevait à 386 personnes, dont 45 chômeurs (63 fin 2011). Ces travailleurs sont majoritairement salariés (76 %) et travaillent majoritairement hors de la commune (79 %).

### Agriculture
Fin 2010, le secteur primaire (agriculture, sylviculture, pêche) comptait 10 établissements actifs au sens de l’Insee (exploitants non-professionnels inclus) et aucun emploi salarié.
Le nombre d’exploitations professionnelles, selon l’enquête Agreste du ministère de l’Agriculture, est faible et couvert par le secret statistique en 2010. Il était de sept en 2000, de 23 en 1988. Actuellement[Quand ?], ces exploitants sont essentiellement tournés vers l’élevage ovin et la polyculture. De 1988 à 2000, la surface agricole utile (SAU) a baissé, de 530 ha à 416 ha.

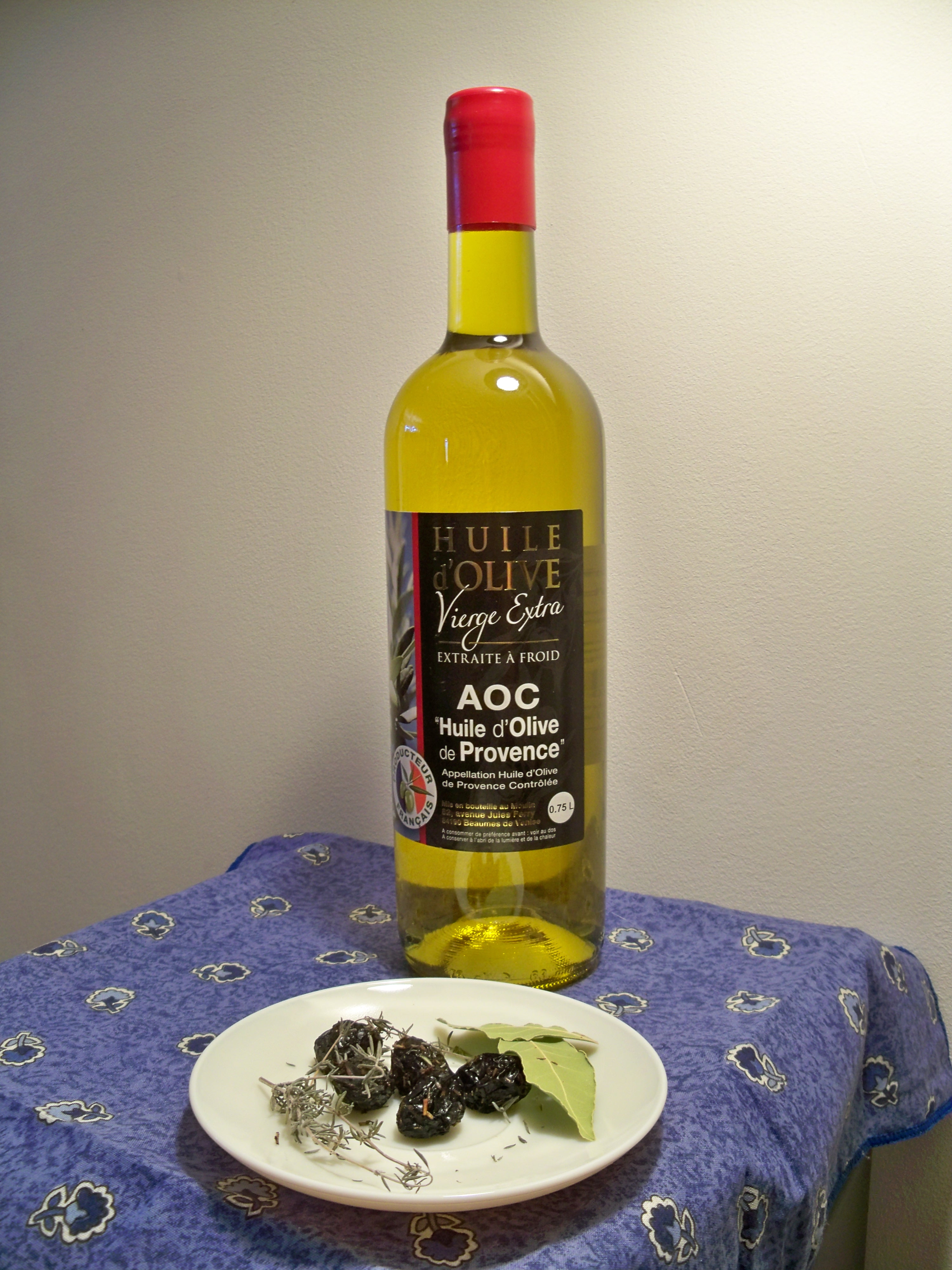
Huile d'olive de Provence

La culture de l’olivier est pratiquée dans la commune depuis des siècles. Le terroir de la commune se situe à la limite altitudinale de l’arbre, qui ne peut que difficilement être exploité au-delà des 650 mètres. Mais les terrains exposés favorablement ne manquant pas, l’oliveraie occupait plusieurs dizaines d’hectares et la production alimentait les villes voisines (Manosque et Forcalquier). Après une période de régression, l’oliveraie dauphinoise compte moins de 1 000 pieds. Les producteurs d’huile de la commune peuvent prétendre à l’appellation d'origine contrôlée (AOC) huile d’olive de Provence depuis le 14 mars 2007.

### Industrie
Fin 2010, le secteur secondaire (industrie et construction) comptait 23 établissements, employant 20 salariés.

### Activités de service
Fin 2010, le secteur tertiaire (commerces, services) comptait 25 établissements (avec six emplois salariés), auxquels s’ajoutent les six établissements du secteur administratif (regroupé avec le secteur sanitaire et social et l’enseignement), salariant 13 personnes.
Dauphin fait partie des soixante-dix-sept communes ayant signé la charte du Parc naturel régional du Luberon. De plus, elle détient le label villages et cités de caractère délivré par le Comité départemental du tourisme.
D'après l’Observatoire départemental du tourisme, la fonction touristique est peu importante pour la commune, avec entre un et cinq touristes accueillis par habitant, l’essentiel de la capacité d'hébergement étant non-marchande. Plusieurs structures d’hébergement à finalité touristique existent dans la commune :
- un camping trois étoiles[71] avec une capacité de 120 emplacements[72] ;
- plusieurs meublés[73],[74] ;
- les hébergements collectifs étant essentiellement représentés par les refuges (quatre sur les cinq structures[75]).

Les résidences secondaires apportent un complément à la capacité d’accueil : au nombre de 102, elles représentent le cinquième des logements,.

## Lieux et monuments

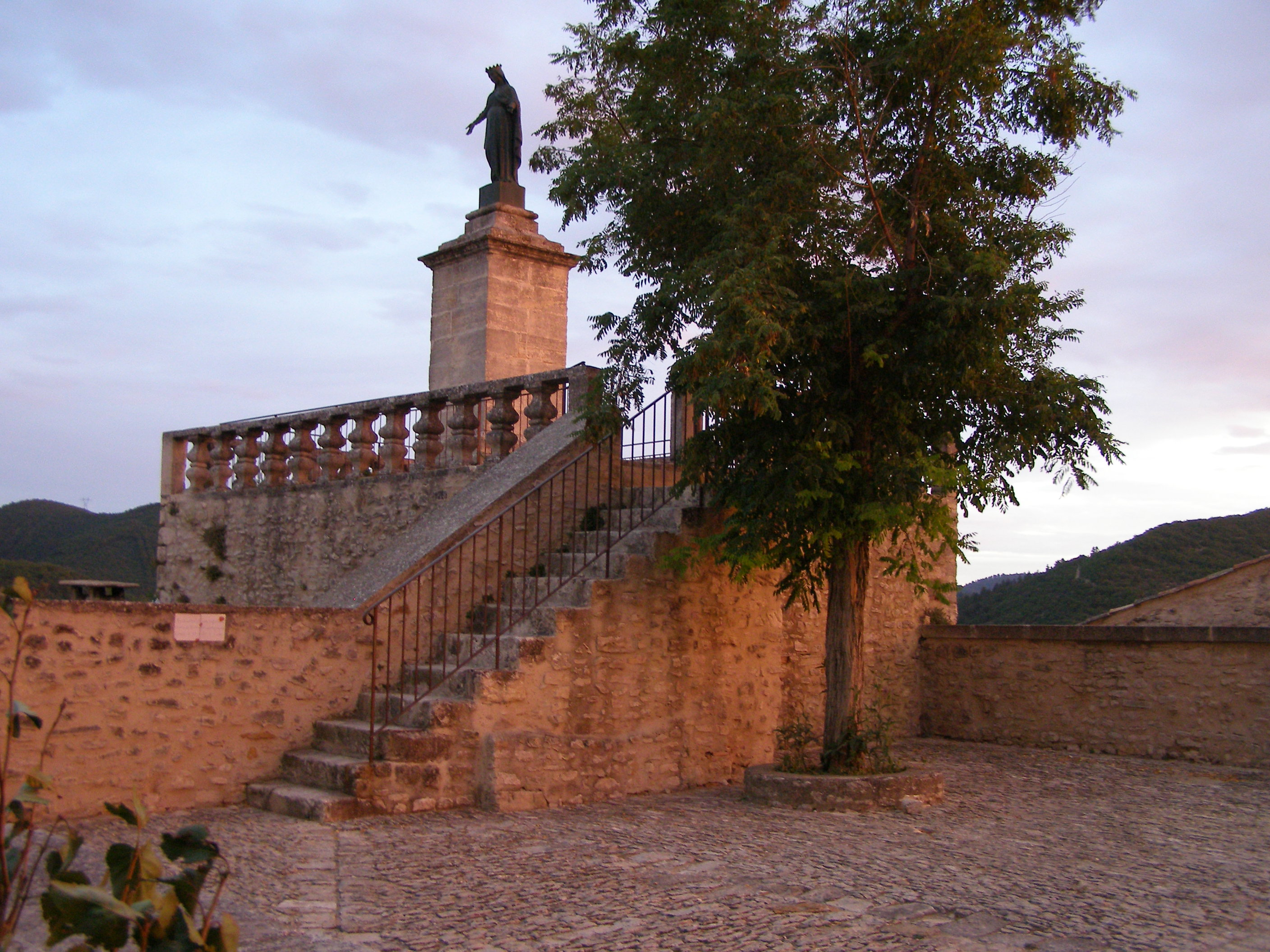
Vierge de Dauphin, dans les vestiges du château des comtes de Provence.

### Monuments
Une borne antique se dresse à la limite des trois communes de Dauphin, Mane et Saint-Michel-l'Observatoire, près du lieu-dit Le Grand Tavernoure (du latin taberna, la taverne ou l'auberge) -commune de Saint-Michel. Ce toponyme indique très probablement l'emplacement d'une mutatio (relais routier sur une voie romaine) sur le trajet de la Via Domitia.

### Architecture civile
Du château des comtes de Provence, subsistent le donjon, au sommet surmonté d'une balustrade XVIIIe siècle et d’une statue de la Vierge, le corps de logis (fin XVIe siècle) et un portail,.
Le village est entretenu de longue date. C’est ainsi que les fortifications, construites après 1419, sont encore largement conservées, avec tours (dont certaines prises dans des maisons), corps de garde et les portails de la Vierge et de Pourcheirieu. Le passage du Coulard est doté par un portail à chaque extrémité, dont un défendu par une bretèche du XVIe siècle.
Les rues sont caladées (empierrées) et bordées de maisons anciennes.

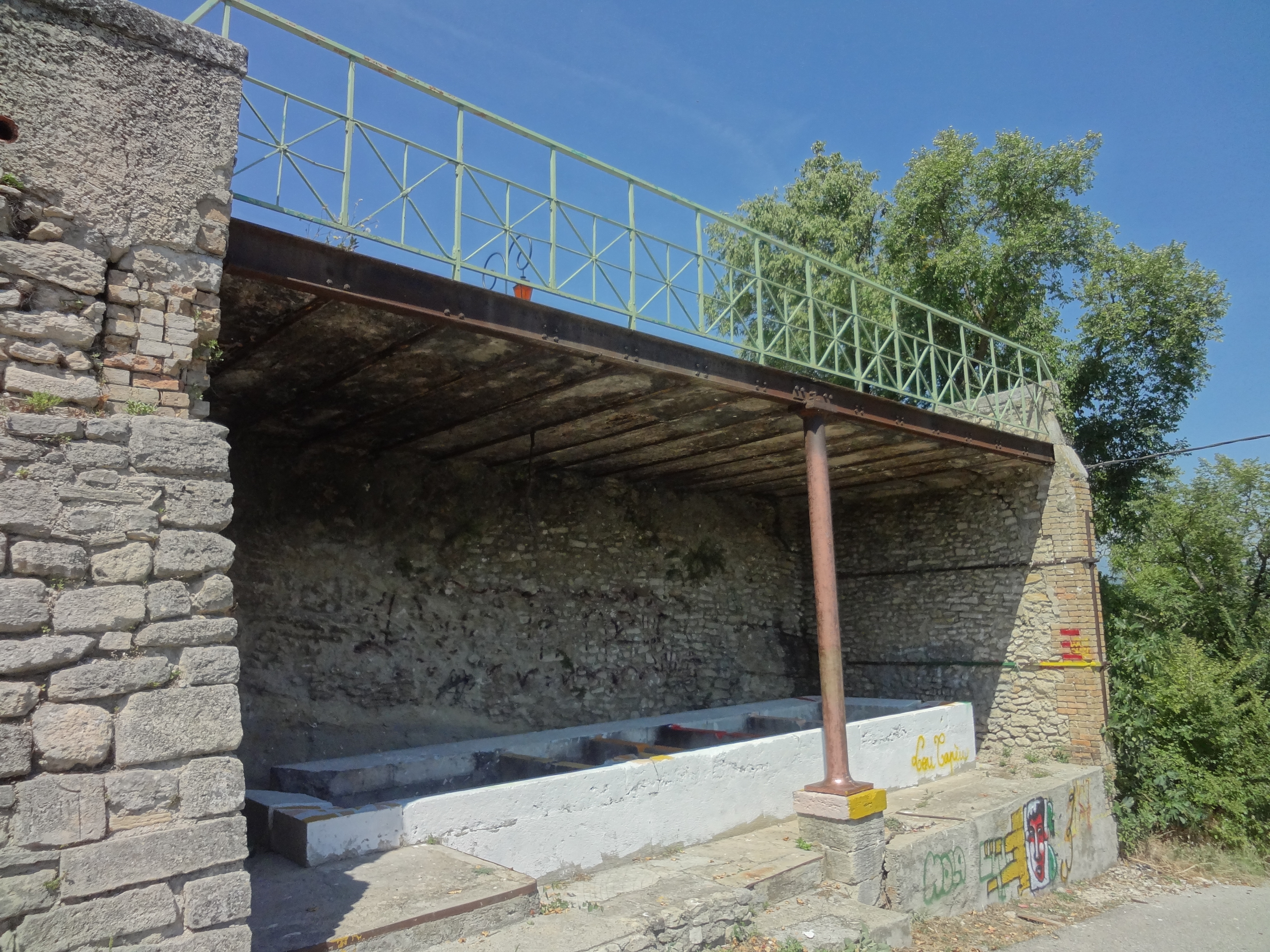
Deux lieux de sociabilité des années 1900 : belvédère pour les hommes surmontant le lavoir pour les femmes.

Le lavoir situé à l’est du village est construit en 1905, dans le cadre de travaux de modernisation du village : l’adduction d’eau potable est réalisée cette année. La municipalité construit donc ce lavoir, qui facilite le travail de la lessive pour les femmes. Il est surmonté d’un belvédère où les hommes se retrouvent pendant que les femmes lavent le linge.
Deux habitations isolées se distinguent : la ferme fortifiée des Encontres, des XVe et XVIe siècles, et la bastide de Gaudine qui date de 1733>.

### Architecture religieuse

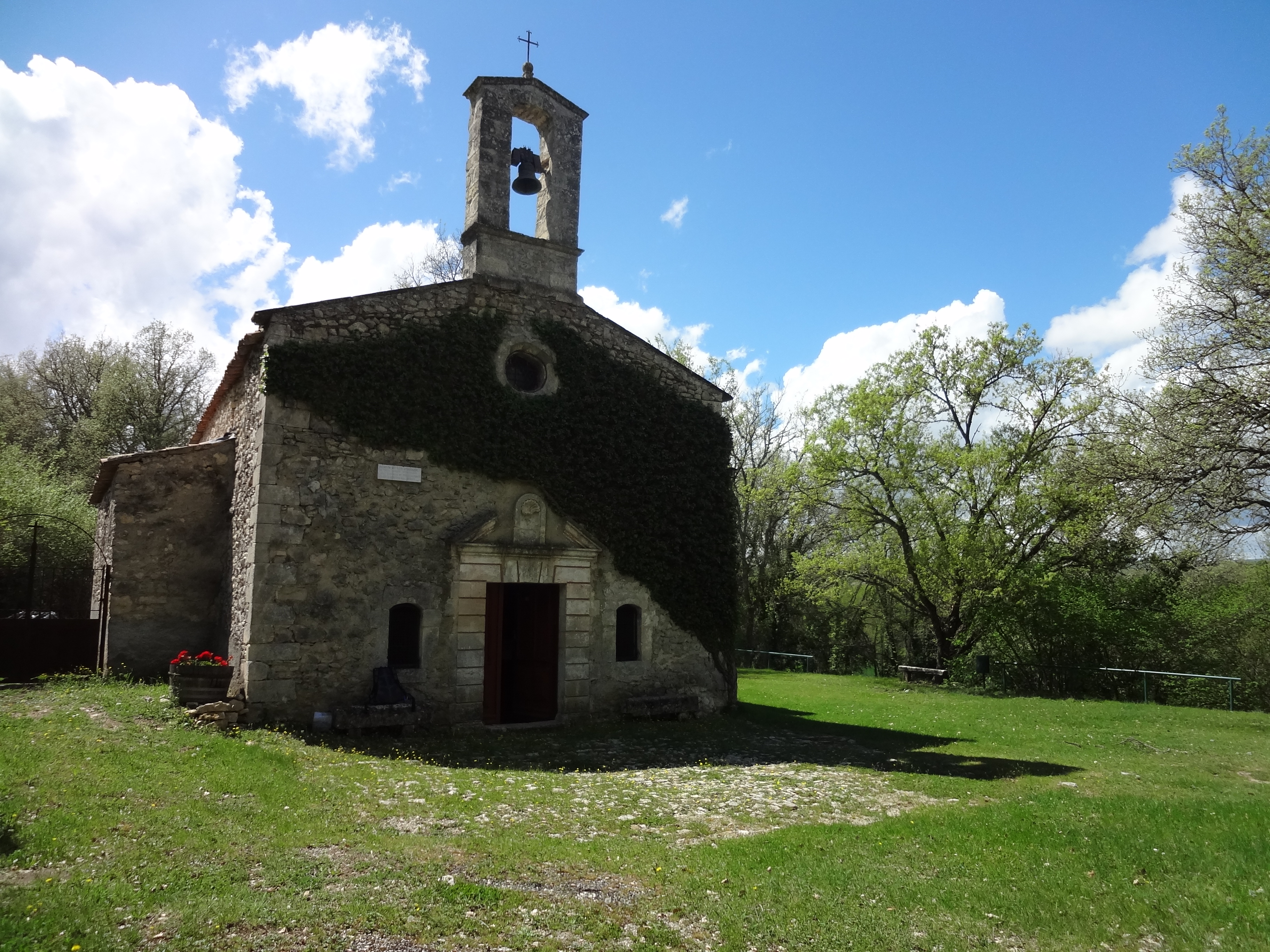
Chapelle Notre-Dame-d’Hubages.

L’église Saint-Martin (patron : l'Assomption), ancienne chapelle castrale, est l’église paroissiale depuis 1524. Les deux travées de la nef sont voûtées en berceau surbaissé, les trois travées des bas-côtés sont voûtées sur croisées d’ogives. Un des deux bas-côtés date du XVe siècle, l’autre du XIXe siècle. Son chœur à chevet plat est orné d’un réseau de nervures complexes, de style gothique final. Le chœur est daté du début du XVIe siècle, un bas-côté de la fin de ce siècle, le second de 1836>. Certains chapiteaux sont datés des XIIe et XIIIe siècles et sont classés. L’église possède avec un orgue baroque. Dans le mobilier de l’église, plusieurs objets sont classés :

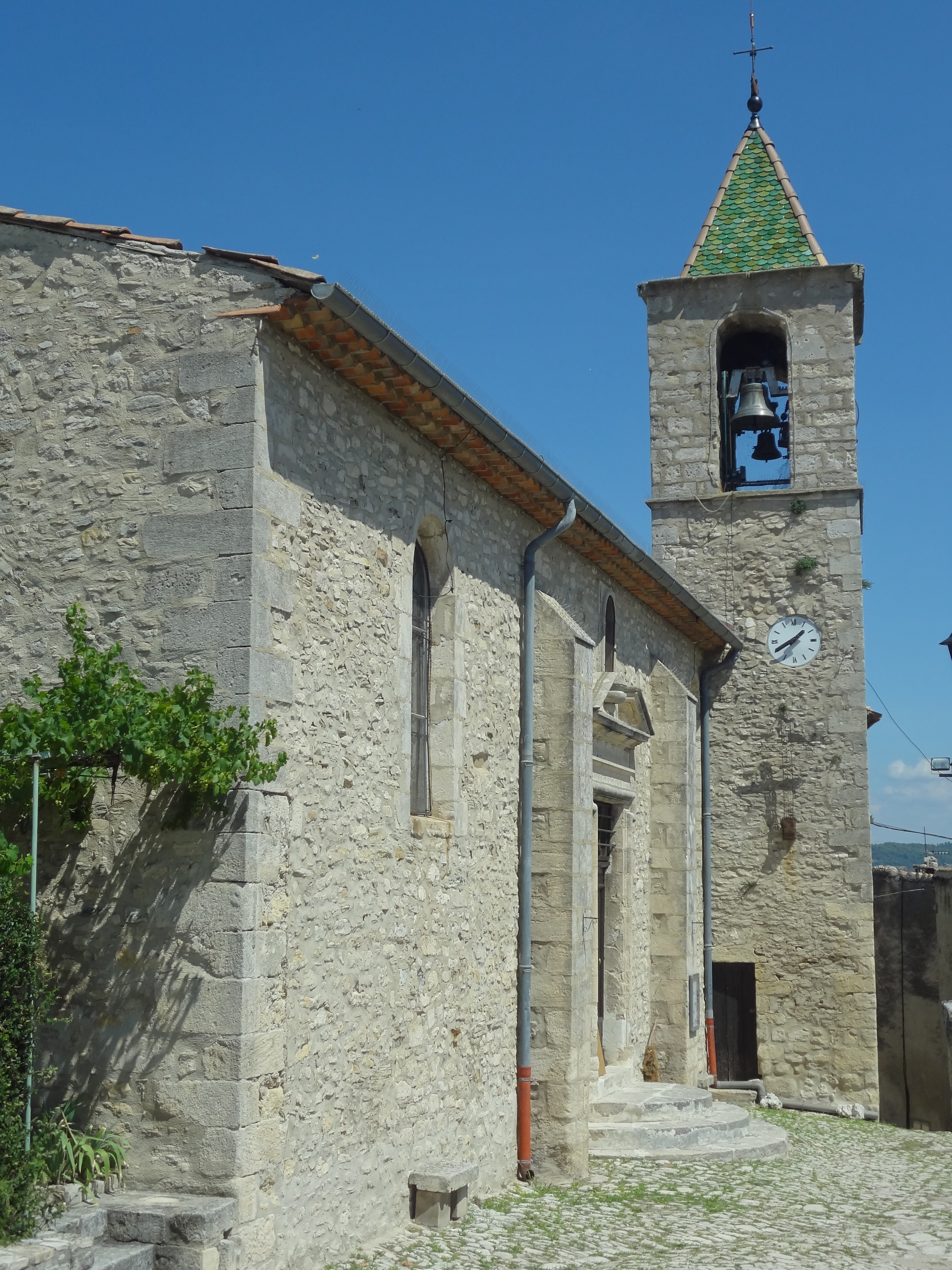
Église paroissiale.

- la crèche de Noël date de 1748 (les costumes sont du début du XIXe siècle), et possède 21 santons, dont deux en cire, classés monuments historiques au titre objet[89] ;
- le ciboire en argent, donné par Napoléon III[90] ;
- des statues de carton-pâte doré de la Vierge et de la Vierge à l’Enfant (XIXe siècle[91]).

La chapelle Notre-Dame de Chamberlay, située dans le cimetière, est l’ancienne église paroissiale. Elle a été l’église du prieuré, et appelée au XIXe siècle Notre-Dame de Champ Prelié.
La chapelle Notre-Dame d'Hubages, ou d’Ubages, sur la route de Saint-Martin est construite en 1619 et agrandie en 1669 pour atteindre les 71 m2) : elle est une reconstruction d'une chapelle antérieure. Sa voûte a disparu. But d'un pèlerinage, pour sa Vierge miraculeuse, elle a été restaurée dans les années 1950 et décorée d’œuvres contemporaines. Le site ombragé est en lui-même un but de promenade. L’oratoire de ND-d’Ubages, construit en 1619, porte une triple inscription en latin, français et provençal.
Une lanterne des morts de très petite taille existait au cimetière, avant d'être détruite pour agrandir l'entrée du cimetière dans les années 1930. Les pierres d'origine avaient été récupérées par un habitant et ont été remontées grâce à Alpes de Lumière en 1981. Ce monument est très rare, d'abord par sa localisation en Provence, et par sa taille. Elle éclairait, selon la mention de Pierre le Vénérable, le cimetière chaque nuit en signe de respect pour les morts.

## Équipements et services

### Sports
Plusieurs associations de la commune ont une activité sportive :
- ASD Foot,
- ASD Tennis,
- La Dauphinoise de Tai Chi Chan.

### Enseignement
La commune est dotée d’une école primaire.

## Vie locale

### Cultes
La paroisse est rattachée à un groupe inter-paroissial qui comprend Aubenas-les-Alpes, Céreste, Dauphin, Lincel, Mane, Montfuron, Montjustin, Oppedette, Reillanne, Sainte-Croix-à-Lauze, Saint-Maime, Saint-Martin-les-Eaux, Saint-Michel-l'Observatoire, Vachères et Villemus. Le culte est célébré alternativement dans les églises de ces quinze communes.

### Personnalités liées à la commune
- Marc-Antoine Icardi, vidéaste et artiste plasticien.